# Barcelona Ladies Open 1993
Il Barcelona Ladies Open 1993 è stato un torneo di tennis giocato sulla terra rossa.
È stata la 13ª edizione del torneo, che fa parte della categoria Tier II nell'ambito del WTA Tour 1993.
Si è giocato al Real Club de Tenis Barcelona di Barcellona in Spagna, dal 19 al 25 aprile 1993.

## Campioni

### Singolare
Arantxa Sánchez Vicario ha battuto in finale  Conchita Martínez con il punteggio di 6–1, 6–4

### Doppio
Conchita Martínez /  Arantxa Sánchez Vicario hanno battuto in finale  Magdalena Maleeva /  Manuela Maleeva con il punteggio di 4–6, 6–1, 6–0